# Samenrat

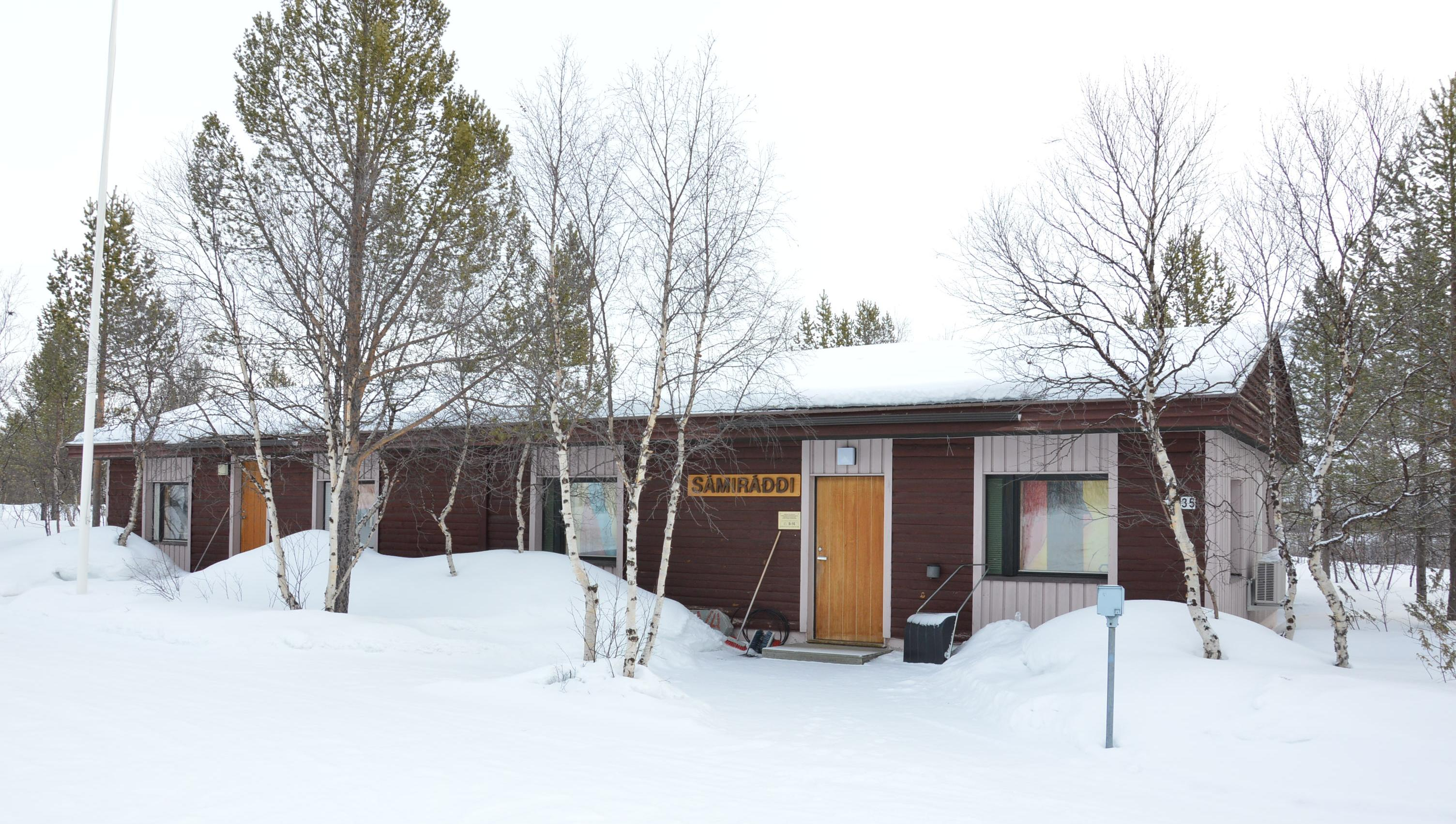
Das ehemalige Hauptquartier des Samenrats im Kirchdorf Utsjoki (Finnland)

Der Samenrat (nordsamisch: Sámiráđđi, englisch: Saami Council) ist eine unabhängige Nichtregierungsorganisation, die in kulturpolitischen und politischen Fragen, die die Samen in Finnland, Norwegen, Schweden und Russland betreffen, zusammenarbeitet. Der Rat hat seinen Sitz in der nordnorwegischen Kommune Karasjok in der Provinz Finnmark. Vorher war der Sitz in der Gemeinde Utsjoki im finnischen Teil Lapplands sowie in Helsinki.

## Ziele und Aktionen
Übergeordnetes Ziel des Samenrates ist es, die Interessen der Samen als ein Volk wahrzunehmen, die Zusammengehörigkeit der Samen über die Staatsgrenzen hinaus zu stärken, die Anerkennung und Behandlung der Samen als ein Volk zu wahren und dessen kulturelle, politische, ökonomische und soziale Rechte zu sichern – zum Teil durch die Gesetzgebung in jedem einzelnen Land, zum Teil durch Abkommen zwischen den betreffenden Staaten und den repräsentativen Organen der Samen. Seit Ende der 1990er Jahre nimmt der Rat zunehmend auch an internationalen Projekten teil, die die Zusammenarbeit innerhalb der arktischen Region, der EU sowie der UN betreffen und die sich auf die Urbevölkerung in der Dritten Welt beziehen.
Seit 1985 wird der Ehrenpreis des Samenrates vergeben, seit 1994 außerdem der Literaturpreis des Samenrates.

## Geschichte
Die erste internationale Konferenz der Samen wurde bereits 1953 im schwedischen Jokkmokk abgehalten. Auf dieser Konferenz wurde eine Kommission eingerichtet, die die Gründung eines gemeinsamen samischen Rates vorbereiten sollte, der die wirtschaftlichen und kulturellen Interessen der Samen vertreten sollte. Daraufhin wurde drei Jahre später am 18. August 1956 während der zweiten Konferenz im norwegischen Karasjok die Gründung des „Nordischen Samenrates“ manifestiert, der schließlich sein erstes Treffen 1957 im finnischen Inari abhielt. Ein Ergebnis der Arbeit dieses Rates war zum Beispiel die Festlegung einer einheitlichen nordsamischen Orthografie auf Initiative des Rates im Jahr 1979. Auf der 13. Konferenz im August 1986 im schwedischen Åre wurde die Einführung der Flagge der Samen beschlossen.

### Kolasamen

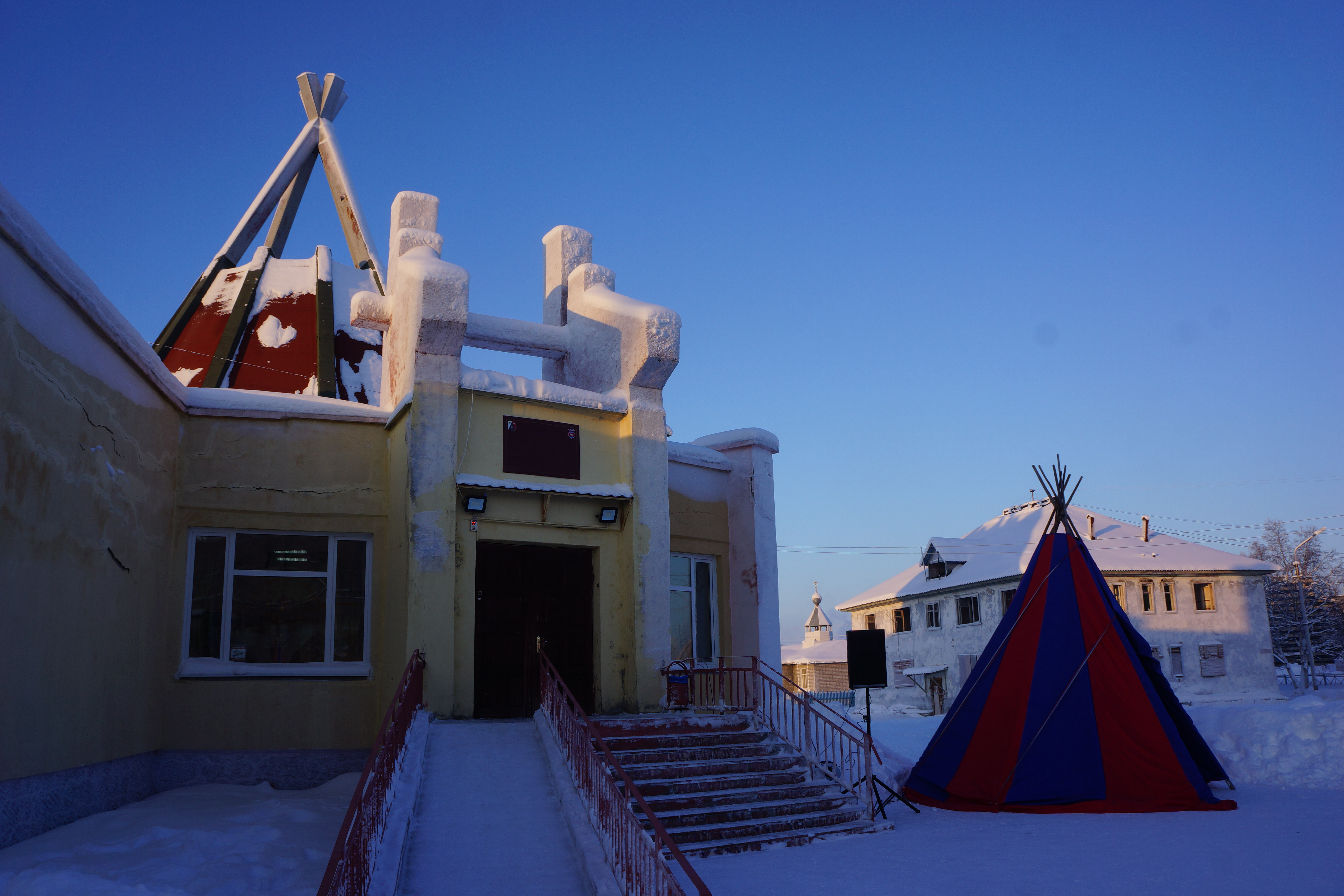
Im „Nationalen Kulturzentrum“, dem Kulturhaus für die nationalen Minderheitenkulturen in Lowosero unter der Adresse Uliza Sowetskaja 8, unterhält die Nichtregierungsorganisation der Samen der Oblast Murmansk ihre Hauptrepräsentanz. Im Gebäude betrieb auch das Kolasamische Radio ein Studio.

Der Samenrat war ursprünglich eine internationale Organisation der Samen in den Nordischen Ländern. Auf der 14. Samenkonferenz 1989 in Lakselv nahm der Kolasame Edward Julin teil und überbrachte einen Gruß der Samen aus der Sowjetunion an den Nordischen Samenrat. Aber erst auf der 15. Samenkonferenz 1992 in Helsinki nahm mit der 1989 gegründeten Vereinigung der Kolasamen eine offizielle samische Vertretung aus Russland teil. Die Vereinigung der Kolasamen wurde von der Konferenz als Mitgliedsorganisation des Samenrates aufgenommen. Gleichzeitig wurde „Nordisch“ im Namen des Samenrats gestrichen.
Ebenfalls auf der Konferenz in Helsinki wurde die Auflage eines Hilfsprogramms für die Samen in Russland beschlossen. Hintergrund waren die ungleich schwereren Lebensbedingungen im russischen Teil von Sápmi und der Umstand, dass eine Reihe von konkreten Hilfsersuchen aus Russland eingetroffen waren. Nina Afanassjewa aus Russland und Leif Rantala aus Finnland bekamen die Aufgabe, das Programm auszuarbeiten. Es wurde 1993 fertig.
Auf der 17. Samenkonferenz 2000 in Kiruna wurde die Nichtregierungsorganisation der Samen der Oblast Murmansk als zweite Vertretung der Kolasamen in den Samenrat aufgenommen. Zu den auf der Konferenz in Kiruna beschlossenen Vorhaben gehörte die Durchführung eines Projektes zur Etablierung einer kolasamischen Radiostation zwischen 2002 und 2005. Zum Leiter dieses Projektes wurde Per Johannes Marainen ernannt. Als Resultat dieses Projektes sendete Kuellnegk Saam Radio (kildinsamisch Куэллнэгк са̄мь радио „Kolasamisches Radio“) aus seinem Studio im „Nationalen Kulturzenrum“ (russisch Национальный Культурный Центр) in Lowosero am 31. Dezember 2003 zum ersten Mal – auf Samisch und Russisch – über das Kabelnetz. Der Sender konnte sich nicht etablieren und wurde 2010 eingestellt.
Im April 2022 wurde die Zusammenarbeit mit den beiden Mitgliedsorganisationen aus Russland ausgesetzt. Konkreter Auslöser war ein offizieller Auftritt des samischen Aktivisten und Musikers Iwan Matrjochin mit dem Propaganda-Zeichen Z auf seiner Gitarre. Matrjochin ist Vizepräsident des Samenrats. Bereits vorher hatte Jelena Almasowa als Präsidentin der Vereinigung der Kolasamen einen Unterstützerbrief für den Krieg in der Ukraine unterzeichnet.
Einen Tag nach der Entscheidung des Samenrates erklärte jedoch Alexander Slupatschik, der damalige Präsident der Nichtregierungsorganisation der Samen der Oblast Murmansk (die von Iwan Matrjochin im Samenrat vertreten wird), dass seine Organisation gegen den Krieg eintritt. Seit Anfang 2023 lebt Slupatschik im Exil in Norwegen.

## Organisation

### Mitgliedsorganisationen
Der Rat setzt sich aus 15 Vertretern von neun Mitgliedsorganisationen zusammen, von denen fünf aus Norwegen, je vier aus Schweden und Finnland und zwei aus Russland kommen. Die samische Konferenz wählt weitere Mitglieder aus, wenn sie von den Delegationen der Organisationen vorgeschlagen werden. Zu jedem Mitglied wird ein Vertreter gewählt. Für den Zeitraum von 2009 bis 2012 setzt sich der Samenrat wie folgt zusammen:
| Land     | Mitglied                                                         | Nordsamischer Name                          | Name in anderen Sprachen                                                                                     | Gründung | Vertreter |
| -------- | ---------------------------------------------------------------- | ------------------------------------------- | --- | -------- | --------- |
| Finnland | Verband der Samen in Finnland                                    | Suoma Sámiid Guovddássearvi (SSG)           | finnisch: Suomen saamelaisten keskusjärjestö englisch: Saami Association of Finland                          |          | 4         |
| Norwegen | Norwegischer Reichsverband der Samen                             | Norgga Sámiid Riikkasearvi (NSR)            | norwegisch: Norske Samers Riksforbund englisch: Norwegian Saami Association                                  | 1968     | 2         |
| Norwegen | Norwegischer Landesverband der samischen Rentierhüter            | Norgga Boazosápmelaččaid Riikkasearvi (NBR) | norwegisch: Norske Reindriftsamers Landsforbund (NRL) englisch: Sami Reindeer Herders' Association of Norway | 1947     | 2         |
| Norwegen | Volksverbund der Samen (politische Partei der Samen in Norwegen) | Sámiid Álbmotlihttu (SÁL)                   | norwegisch: Samenes Folkeforbund (SFF) englisch: People’s federation of the Saami                            | 1993     | 1         |
| Schweden | Schwedischer Reichsverband der Samen                             | Sámiid Riikkasearvi (RSR)                   | schwedisch: Svenska Samernas Riksförbund (kurz SSR) englisch: Saami Association of Sweden                    | 1950     | 2         |
| Schweden | Reichsorganisation Same Ätnam                                    | Riikkasearvi Sámi Ätnam (RSÄ)               | schwedisch: Riksorganisationen Same Ätnam (RSÄ) englisch: The National Association of Saamiland              | 1945     | 1         |
| Schweden | Verband der Rentierbesitzer                                      | Boazoeaiggádiid Oktavuohta (BEO)            | schwedisch: Renägerförbundet (RÄF)                                                                           | 1992     | 1         |
| Russland | Vereinigung der Kolasamen                                        | Guoládaga Sámi Searvi (GSS)                 | russisch: Ассоциация Кольских саамов (AKS)                                                                   | 1989     | 1         |
| Russland | Nichtregierungsorganisation der Samen der Oblast Murmansk        | Murmanskka guovllu Sámesearvi               | russisch: Общественная организация cаамов Мурманской области (OOSMO)                                         | 1998     | 1         |

### Vorstand
Der Vorstand des Samenrates besteht aus vier Mitgliedern:
- Christina Henriksen (Präsidentin des Samenrates)
- Åsa Larsson-Blind (Vizepräsidentin des Samenrates)
- Iwan Matrjochin (Vizepräsident des Samenrates)
- Aslak Holmberg (Vizepräsident des Samenrates)

### Verwaltung
Die Verwaltung besteht aus einem Sekretariat unter Vorsitz eines vom Samenrat ernannten Generalsekretärs und folgenden Abteilungen:
- Kulturabteilung
- Menschenrechtsabteilung
- Abteilung Arktis und Umwelt
- EU-Einheit

### Kulturausschuss
Der Kulturausschuss besteht aus fünf Mitgliedern – einem aus jedem Land in Sápmi und einem Vertreter des Samenrates.

## Samenkonferenz
Das höchste Organ des Samenrates ist die sogenannte Samenkonferenz (nordsamisch Sámiid konferánsa, finnisch Saamelaiskonferenssi, norwegisch Samekonferansen, russisch Saamskaja konferentsija, schwedisch Samekonferensen), die seit 1992 alle vier Jahre stattfindet. Zu dieser Konferenz werden von den neun Mitgliedsorganisationen jeweils 18 Delegierte pro Land ausgewählt. Die Konferenz ernennt den Samenrat, der das ausführende und beschließende Organ zwischen den Konferenzen darstellt.
| Nr. | Jahr | Ort         | Land     |
| --- | ---- | ----------- | -------- |
| 22. | 2021 | Gällivare   | Schweden |
| 21. | 2017 | Trondheim   | Norwegen |
| 20. | 2013 | Murmansk    | Russland |
| 19. | 2008 | Rovaniemi   | Finnland |
| 18. | 2004 | Honningsvåg | Norwegen |
| 17. | 2000 | Kiruna      | Schweden |
| 16. | 1996 | Murmansk    | Russland |
| 15. | 1992 | Helsinki    | Finnland |
| 14. | 1989 | Lakselv     | Norwegen |
| 13. | 1986 | Åre         | Schweden |
| 12. | 1983 | Utsjoki     | Finnland |
| 11. | 1980 | Tromsø      | Norwegen |
| 10. | 1978 | Arjeplog    | Schweden |
| 9.  | 1976 | Inari       | Finnland |
| 8.  | 1974 | Snåsa       | Norwegen |
| 7.  | 1971 | Gällivare   | Schweden |
| 6.  | 1968 | Hetta       | Finnland |
| 5.  | 1965 | Tana        | Norwegen |
| 4.  | 1962 | Kiruna      | Schweden |
| 3.  | 1959 | Inari       | Finnland |
| 2.  | 1956 | Karasjok    | Norwegen |
| 1.  | 1953 | Jokkmokk    | Schweden |

## Nordischer Rat
In Übereinstimmung mit § 13 der Geschäftsordnung des Nordischen Rates hat nur der parlamentarische Samenrat, der die gewählten Vertretungen der Samen (Sameting) in Finnland, Norwegen und Schweden repräsentiert, den Status eines Beobachters, und wird in der Arbeit des Rates in Bezug auf samischen Themen inkludiert.

## Arktischer Rat
Als Dachorganisationen der Ureinwohner der Arktis besitzt der Samenrat, als Vertretung der Samen Norwegens, Schwedens, Finnlands, ein garantiertes Beteiligungsrecht im Arktischen Rat als sogenannter Ständiger Teilnehmer (Permanent Participant).